# Savar

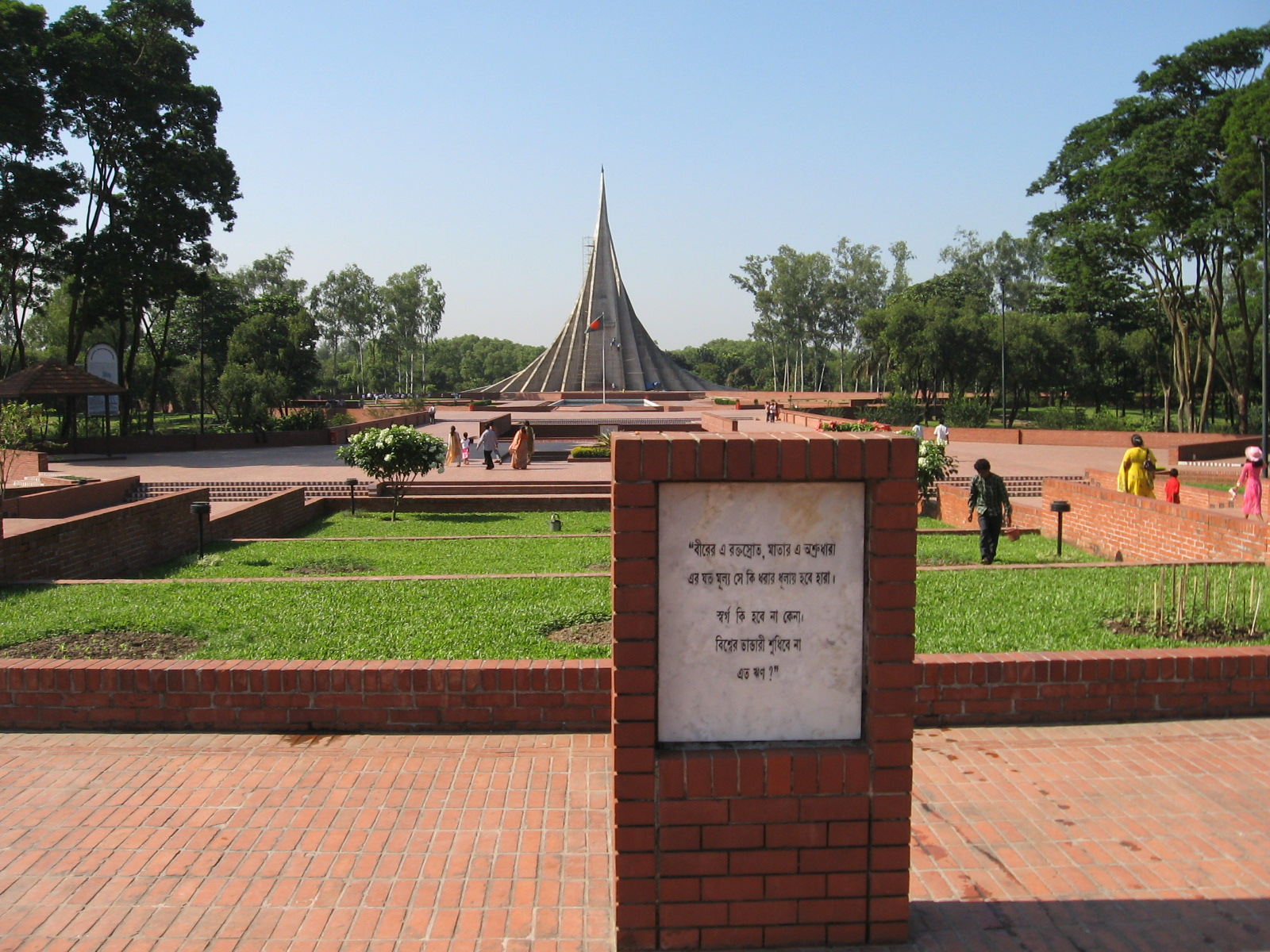
Jatiyo Smriti Soudho, ett monument i Savar över Bangladeshs befrielsekrig.

Savar (alternativt Shabhar eller Sābhār) är en stad i Dhakaprovinsen i Bangladesh. Staden ligger strax nordväst om Dhaka och hade 296 851 invånare vid folkräkningen 2011, på en yta av 13,54 km². Savar blev en egen kommun 1991.
Den 24 april 2013 kollapsade en textilfabrik och minst 1 127 människor omkom och över 2 500 skadades.